# Domfaing
Domfaing – miejscowość i gmina we Francji, w regionie Grand Est, w departamencie Wogezy.
Według danych na rok 1990 gminę zamieszkiwały 254 osoby, a gęstość zaludnienia wynosiła 65 osób/km² (wśród 2335 gmin Lotaryngii Domfaing plasuje się na 793. miejscu pod względem liczby ludności, natomiast pod względem powierzchni na miejscu 1102.).